# Longitarsus atricillus
Longitarsus atricillus (лат.) — вид листоедов (Chrysomelidae) из подсемейства козявок (Galerucinae). Распространён в Европе, Турции, Алжире, Тунисе и на Кавказе. Взрослые жуки и их личинки питаются листьями клевера (Trifolium), представитель семейства бобовых (Fabaceae).

## Вариетет
- вариетет: Longitarsus atricillus var. declivis Weise, 1893